# 20 Seiki Denki Mokuroku
20 Seiki Denki Mokuroku (二十世紀電氣目録 Nijusseiki Denki Mokuroku?, lit. Catálogo de electricidad del siglo XX) es una novela ligera japonesa escrita por Hiro Yūki e ilustrada por Kazumi Ikeda, con arte y fondos de Momoka Nagatani. Kyoto Animation publicó la novela bajo su sello KA Esuma Bunko el 10 de agosto de 2018. Una adaptación de la novela al anime ha sido anunciada.

## Argumento
La historia se sitúa en 1907. Inako Momogawa vive en Kioto, en la zona de Fushimi y tiene 15 años. Es la segunda hija de un productor de sake. Nada le sale bien y su padre la regaña frecuentemente. Su único remanso de paz son las oraciones que fervientemente dedica a los kami. Un día, estando en el santuario Fushimi Inari Taisha, conoce a un joven llamado Kihachi Sakamoto. Sakamoto no cree en los kami, pues tiene toda su fe puesta en los avances de la electricidad. Cuando el papá de Inako la ofrece en matrimonio, ella expresa su deseo de huir de casa y emprende con Kihachi un viaje en busca del misterioso Catálogo de electricidad, un libro profético sobre la electricidad que Kihachi escribió cuando era niño.

## Personajes
Kihachi Sakamoto (坂本 喜八 Sakamoto Kihachi?)
Inako Momagawa (百川 稲子 Momagawa Inako?)
Noriko Momagawa (百川 規子 Momagawa Noriko?)
Kengo Riku (陸 健吾 Riku Kengo?)
Seiroku Sakamoto (陸 健吾 Sakamoto Seiroku?)

## Contenido de la obra

### Novela ligera
20 Seiki Denki Mokuroku es una novela ligera japonesa escrita por Hiro Yūki e ilustrada por Kazumi Ikeda, con arte y fondos de Momoka Nagatani. Kyoto Animation publicó la novela bajo su sello KA Esuma Bunko el 10 de agosto de 2018 (ISBN 978-4-907064-88-4).

### Anime
El 27 de julio de 2018, la cuenta de Twitter de KA Esuma Bunko anunció que se produciría una adaptación al anime de la novela, y sería animada por Kyoto Animation, pero el estado del proyecto se desconoce actualmente después del ataque incendiario contra Kyoto Animation que destruyó la oficina de producción principal.

## Recepción
20 Seiki Denki Mokuroku ganó una mención de honor en la categoría de novela completa en los 8° Kyoto Animation Awards en 2017. La entrada fue la única en ganar alguno de los premios disponibles ese año.